# Allenton
Allenton est une banlieue de la cité d’Ashburton, située dans le district d’Ashburton et la région de Canterbury de l’Île du Sud de la Nouvelle-Zélande.

## Municipalités limitrophes
La banlieue a son propre club de rugby .
L’hôpital d’Ashburton (en) est localisé dans la localité d’Allenton. C’est un hôpital public dépendant du Canterbury District Health Board (en) avec 54 lits qui propose les services d’une maternité ainsi que des soins médicaux et chirurgicaux.

## Démographie
Le secteur d’Allenton couvre 6,27 km2 . Il a une population estimée à 7 110 habitants en juin 2022 avec une densité de population de 1 134 personnes par km2.
La localité d’Allenton avait une population de 6 789 personnes lors du recensement néo-zélandais de 2018, en augmentation de 459 personnes (7,3 %) depuis le recensement de 2013 et une augmentation de 1 101 personnes (19,4 %) depuis le recensement de 2006. 
Il y a 2 673 logements avec 3 324 hommes et 3 468 femmes, donnant un sexe-ratio de 0,96 homme pour une femme, avec 1 254 personnes (18,5 %) âgées de moins de 15 ans, 1 107 personnes (16,3 %) âgées de 15 à 29 ans, 2 787 personnes (41,1 %) âgées de 30 à 64 ans, et 1 644 personnes (24,2 %) âgées de 65 ans ou plus.
L’ethnicité est pour 85,1 % européens/Pākehā, 7,5 % maori, 6 % originaires du Pacifique, 6,1 % d’origine asiatique, et 1,8 % d’une autre ethnicité (le total peut faire plus de 100 % dans la mesure où une personne peut s’identifier avec de multiples ethnicités).
La proportion de personnes nées outre-mer est de 17,4 %, comparée avec les 27,1 % au niveau national.
Bien que certaines personnes refusent de donner leur religion, 40,1 % n’ont aucune religion, 50,7 % sont chrétiens, 1,1 % sont hindouistes, 0,3 % sont musulmans, 0,5 % sont bouddhistes et 1,5 % ont une autre religion.
Parmi ceux d’au moins 15 ans, 723 personnes (13,1 %) ont une licence ou un degré supérieur et 1 311 personnes (23,7 %) n’ont aucune qualification formelle. 
Le statut d’emploi de ceux d’au moins 15 ans est pour 2 634 personnes (47,6 %) un emploi à plein temps, 867 personnes (15,7 %) sont à temps partiel et 126 personnes (2,3 %) sont sans emploi .
| Nom              | Population | logements | âge médian | revenu médian |
| ---------------- | ---------- | --------- | ---------- | ------------- |
| Allenton North   | 2 547      | 1 008     | 47,7 ans   | 34 900 $      |
| Allenton South   | 2 121      | 813       | 36 ans     | 33 700 $      |
| Allenton East    | 2 121      | 852       | 45,3 ans   | 33 100 $      |
| Nouvelle-Zélande |            |           | 37,4 ans   | 31 800 $      |